# George Meister

George Meister, Kupferstich von Moritz Bodenehr nach Adam Batlowsky, 1691

George Meister, Schreibweise auch Georg Meister (* 15. Oktober 1653 in Brücken; † 15. Mai 1713 in Dresden) war ein kgl. Hofgärtner und Botaniker am Kurfürstlich-Sächsischen Hof in Dresden. Er kann als der erste europäische Spezialist für den Gartenbau in Ostasien gelten. In den Jahren 1677 bis 1688 gelangte er neben Indonesien unter anderem auch nach Japan. Über seine während dieser Jahre angefertigten Studien verfasste er einen Bericht, welchen er 1692 unter dem Titel Der orientalisch-indianische Kunst- und Lust-Gärtner in Dresden im Selbstverlag veröffentlichte. Dabei handelt es sich um keine Reisebeschreibung, wie fälschlicherweise häufig angenommen wird. Notizen zu seinen Reisen sollen lediglich seine Studien besser erklären. Meister verweist darauf bereits im Vorwort seines Lustgärtners. In diesem wird neben weiteren Pflanzen- und Baumarten erstmals in Europa die Kamelie beschrieben.

## Leben
Meister verdingte sich während seiner Zeit in Ostasien vornehmlich als Gärtner des aus Kassel stammenden Mediziners, Apothekers, Botanikers, Kaufmanns und Japanreisenden Andreas Cleyer. Cleyer arbeitete für die Niederländische Ostindien-Kompanie (VOC) und leitete für diese ab 1667 die Festungsapotheke in Batavia (heute Jakarta). Im Jahr 1678 trat Meister als Gärtner in dessen Dienst und legte für ihn unter anderem eine Baumschule an. Als Cleyer in den Jahren 1682/83 und 1685/86  „opperhoofd“ (Leiter) der VOC-Niederlassung auf der künstlichen Insel Dejima in der Bucht von Nagasaki war, begleitete ihn Meister nach Japan – beim zweiten Turnus im Rang eines Hofmeisters. Im Jahr 1688 kehrte er aus religiösen Gründen nach Europa zurück. Ab 1689 arbeitete er als königlicher Hofgärtner in Dresden, wo er zunächst den Garten am Pirnaischen Tor und später den Zwingergarten betreute.
Er heiratete 1691 die Pfarrerstochter Regina Elisabeth Niedtner. Aus der Verbindung entstammten zwei Söhne sowie eine Tochter. Meister starb in Dresden und wurde auf dem Johanniskirchhof beerdigt. Sein Grab ist nicht erhalten.

## Werk
In seinem Bericht Der orientalisch-indianische Kunst- und Lust-Gärtner, im Selbstverlag 1692 bei Johan Riedel in Dresden gedruckt, beschreibt Meister eine Anzahl japanischer und südostasiatischer Pflanzen, darunter als erster Europäer die japanische Kamelie (Camellia japonica) und nach Cleyer als zweiter Europäer japanische Bonsai:

„Arbor Zuwacky oder Sasanqua auf Chinesisch. Ist ein kleiner Baum, 6 bis 8 Fuß hoch, hat dicke, steife rundum gekerbte Blätter wie Birn-Baum-Blätter. Seine Blumen sind rot wie Malva hortensis, einfach und duppelt. Wenn sie sechs Tage geblühet, fallen sie ab und bringen einen schwarzen Samen, wie Tee-Samen, herfür. Die Zweige sind asch-grau, ausbreitend von ihrer Wurzel. Von dem getrockneten Samen schlagen sie ein Öl ab, mit welchem, wegen guten Geruchs, das japponische Frauenzimmer ihre langen schwarzen Haare schmieren … Die Blätter fallen ab und kommen mit dem Frühling samt ihrer Blüte wieder herfür.“

„In den großen runden Steinen und Klippen haben sie einen Fuß tief runde oder länglichte Löcher, welche sie mit Erde füllen und hernach ihrer Art kleine Bäumgen hineinpflanzen, welche zum Teil Früchte, die meisten aber allerhand Art schöne und wohlriechende Blumen tragen, wie auch allerhand Zwiebelgewächse, welche ziemlich rar und angenehm zu sehen sind, …“

In seinem Buch dokumentiert Meister außerdem erstmals in Europa das japanische Iroha- (Hiragana-)Alphabet und gibt zudem japanische Konversationsbeispiele – allerdings in stark verballhornter Form. Von der Härte der japanischen Gerichtsbarkeit wurde er stark erschüttert. Seine Äußerungen dazu lassen sich in Cleyers Diensttagebüchern der Niederlassung Dejima nachprüfen. Große Verdienste erwarb sich Meister nicht zuletzt auch als Überbringer von Samen, Zeichnungen und anderen Materialien Cleyers, die an Nicolaes Tulp, Jakob Breyne, Christian Mentzel und andere Korrespondenzpartner in Europa gingen. Diese Materialien wie auch Meisters Buch übten auf zeitgenössische Asienforscher wie Hendrik Adriaan van Rheede tot Draakenstein und Engelbert Kaempfer einen erkennbaren Einfluss aus.
Für die Region am Kap der Guten Hoffnung ist neben den Pflanzenstudien seine ausführliche, mit einer Illustration versehene Beschreibung der „Hottentotten“ (Khoi Khoi) hervorzuheben.